# 千葉県立岬高等学校
千葉県立岬高等学校（ちばけんりつ みさきこうとうがっこう）は、千葉県いすみ市岬町長者にあった県立高等学校。

## 沿革
- 2013年 - 園芸科の募集を停止[1]。
- 2015年 - 千葉県立勝浦若潮高等学校、（旧）千葉県立大原高等学校と統合し閉校。大原に本校舎を置く大原高校岬校舎となる[2]。統合後も園芸関係の実習は旧岬高等学校の施設を利用する[3]。
- 2017年3月 - 旧岬高校入学の岬校舎の転籍生が卒業。岬校舎は園芸実習の専用施設となる。

## 交通
- JR外房線長者町駅より徒歩12分

## 著名な出身者
- 卜部功也 -キックボクサー